# Quaff
quaff（クアフ）は、日本のインディーズロックバンド。 

## メンバー
- 神楽澪（ヴォーカル）
- 真貴人（ギター）
- 蓮司（ギター）
- 音羽（ベース）
- 庵（ドラム）

旧メンバー 
- NEMO-CHI（ギター）
- yoshikazu（ドラム）
- 誠也（唄）
- 浮世弥（綴）
- 拓馬（ギター）
- 眞吾（ベース・笛子・パーカッション）
- 元比古（ドラム）

## 概要
2001年、真貴人が中心となり結成。それぞれの音楽活動を経て真貴人、誠也、浮世弥、NEMO-CHIと、真貴人の高校時代からの友人である眞吾、眞吾の友人であるyoshikazuによって結成される。
バンド名のquaffは英語でクアフと発音し、直訳すると痛飲・がぶ飲み。自分たちの音楽で音楽業界を飲み込む、という意味と、聴く人にとってのつらいことや悲しいことも、すべてまとめて自分たちの音楽が飲み込む、という意味が込められている。 
2006年5月、NEMO-CHIが脱退。入れ替わるタイミングで拓馬が加入。この際、メンバー募集などは行われていない。当時拓馬は別バンドにて活動を行っていたが、quaffを深く敬愛しており、またquaffも拓馬の人柄・技術力に対して非常に高い信頼を置いていた。そのため、NEMO-CHIの脱退が決定したとき、新メンバーは拓馬以外考えられなかったと話しており、拓馬自身も、新メンバーは自分以外考えられなかったと話している。 
2007年10月、yoshikazuが脱退。入れ替わるタイミングで元比古が加入。真貴人・浮世弥の元々の友人であり、「彼には何かを感じる。」という誠也や、「直感的に（新ドラムは）彼しかいないと思った」真貴人が口説き落とした。なお加入が正式発表される直前に、元比古を含めたメンバー編成にて新潟県糸魚川で遠征ライブを行っている。 
2008年3月、舞台版『心霊探偵八雲-いつわりの樹-』（神永学原作・脚本、黒川竹春演出）の音楽を担当。 
2008年9月、アメリカツアー敢行。ジョージア州・テキサス州・テネシー州・ノースカロライナ州・メリーランド州・ペンシルベニア州・ニューヨーク州計8州10本のライブを大成功のうち終える。その功績が認められ、2009年3月、米テキサス州オースティンで開催される世界最大級の音楽ショーケースイベントSXSW’09　JAPANNITEのヘッドライナーとして出演。過去、SXSW JAPANNITEには2000年にPUFFYが、2004年には氣志團が、2006年にはELLEGARDENが出演しており、quaffのように無名に近いバンドが出演及びヘッドライナーを勤めることは極めて異例。quaff出演当日の1バンド目にはステレオポニーが出演した。 
2009年6月、舞台版『心霊探偵八雲-魂のささやき-』（神永学原作・脚本、黒川竹春演出、主演中村誠治郎）の音楽を担当。 
2009年10月、九条キヨ作　角川書店『ZONE-00』イメージアルバムにメインアーティストとして参加。 
2009年11月、米バージニア州首都ワシントンD.C.で開催される米アニメイベント『Anime USA』に出演。「アニメ」、「伝統」、「教育」、「音楽」、「ゲーム」などを主なテーマに5,000人〜10,000人の動員を誇るイベントであり、2006年にMAX、2007年BACK-ON、2008年にはVersaillesが出演している。
2009年12月、海外版mixiともいえるSNSサイトmyspaceにて、quaffのフレンド数（登録者数）が20,000人を突破。同時に公式ファンサイトquaffkkoのフレンド数が9,000人を突破する。
2010年1月、真貴人・拓馬がPaul Reed Smith Guitar使用オフィシャルアーティストとなり、同HPに写真・インタビューが掲載される。
同じく2010年1月、quaffが米スニーカーブランド陰陽道のオフィシャルバンドとなる。
2010年1月、劇団しゅーくりー夢「異説　卒塔婆丸奇談」にて劇中音楽担当。
2010年3月、myspaceのフレンド数が30,000人を突破。
2010年10月、誠也・浮世弥・拓馬・眞吾・元比古が脱退。入れ替わるタイミングにて、以前からの知人であり互いに音楽性を認め合っていた神楽澪（かぐら みお）・蓮司（れんじ）・音羽（ねう）・庵（いおり）が加入。

## ディスコグラフィー

### アルバム・ミニアルバム
real moment（年代不明）（生産終了） 
1. W-Anniversary
2. Survival!
3. get your kick
4. usual saturday
5. 鎖生人〜sakibito〜
6. real moment
7. independence
8. diary note

僻遠ノ地（年代不明）（生産終了） 
1. 了覚の鐘
2. sunset syndrome
3. 歳月の岩
4. divided a line
5. present which becomes quiet
6. 宵待の眺め
7. unknown enlightenment

時代創音（2003年3月） 
1. 日輪薄る
2. 万里に散る花
3. 舟唄
4. IN ME
5. 歳月の岩
6. sunset syndrome
7. ヒライヤ
8. 宵待の眺め
9. unknown enlightenment

kurabe（2007年7月） 
1. クラベ
2. 火の鳥
3. 光と影
4. GOLD
5. 耳を澄ませば

THE EXPLOSION（2008年3月）（限定生産のため販売終了） 
1. エクスプロージョン
2. aeon
3. HARD RAIN
4. more than blue
5. サイハラの都

DRAGON's FIRE（2008年9月）（アメリカ限定版） 
1. metropolis "SAIHARA"
2. DRAGON's FIRE
3. aeon
4. more than blue
5. EXPLOSION
6. HARD RAIN
7. Fire Bird
8. Light and Shadow
9. kurabe

SHAKE YOUR BOOTY!（2009年3月）（アメリカ限定版） 
1. SHAKE YOUR BOOTY!
2. Destiny-00
3. I'm on your side
4. SUPPONPON
5. Real Approach

SHAKE YOUR BOOTY!（2009年5月）（通常版） 
1. Destiny-00
2. ドラゴンファイヤァ
3. SHAKE YOUR BOOTY!
4. 無言の約束
5. more than blue
6. サイハラの都
7. 噂のSUPPONPON
8. I'm on your side
9. Real Approach

異説「卒塔婆丸奇談」記念限定ＣＤ　（2010年1月）（記念限定版） 
1. LOVE IS
2. First Love
3. First Love(Bossa var.)
4. Diary Note
5. RING

Unknown From Oversea(2010年)
1. Alien's attack
2. Place of Love
3. BOOTS & JOKER
4. Beautiful way
5. Deep Space Network
6. Ghost Jungle
7. Silent Devil
8. JUDGE MAN
9. LOVE IS
10. First Love [Bonus track]

### DVD
舞台版『心霊探偵八雲-いつわりの樹-』DVD BOOK（2008年3月） 
舞台音楽として参加
quaff the world（2009年1月） 
2008.09　US Tourライブ映像
2008.08　東京湾納涼船ライブ映像
2008.09　渋谷O-WESTライブ映像
2008.10　岩船山クリフステージライブ映像
2008.10　渋谷TAKE OFF 7ライブ映像
2008.10　新宿アルタ前ライブ映像

### 参加作品
舞台版『心霊探偵八雲-いつわりの樹-』（2008年3月）（サウンドトラック） 
サイハラの都-八雲MIX-
aeon-八雲MIX-
more than blue-八雲MIX-
光と影-八雲MIX-
HARD RAIN-八雲MIX-
East Gunman
Flower of Life
Ghost Jungle
Strange Shadow
asid samurai
石井雄太郎〜回想〜
松田の証言
八雲の説明
火の鳥-八雲MIX-
耳を澄ませば
more than blue (八雲エンディングテーマ)
CD内『耳を澄ませば』『more than blue』以外はサウンドトラックのためインストゥメンタル
『ZONE-00』イメージアルバム『響-kyo-』（2009年10月）（イメージCD） 
光と影
噂のSUPPONPON
SHAKE YOUR BOOTY
万里に散る花
Destiny-00
Next tribe（2003年4月）（オムニバス） 
sunset syndrome
Buzz（年代不明）（オムニバス）
細の砂
Buzz 2nd stage（2005年4月）（オムニバス） 
クラベ
BASTA LA FESTA 〜ムーンフェイスサイド〜（2005年10月）（オムニバス） 
光と影
NWOJHL New World of Japanese Heavy&Loud!3（2008年4月）（オムニバス） 
more than blue
ドラマCD『心霊探偵八雲　赤い瞳は知っている』（2009年11月）（ドラマＣＤ） 
ドラマCD内音楽として参加

### 音源未収録曲
Down to Earth
祓詞
華龍

## 音楽性とパフォーマンス
曲調はさまざまであり、変化に富んでいるが、楽曲テーマは結成当初から一貫して「情熱」・「信念」・広義の意味での「愛」。

### 結成当初
- いわゆるミクスチャー。歌詞には日本語・英語どちらも使用されている。

### 2002年〜2006年前半
- 誠也の演歌調の歌唱法とロックを融合させたらどうなるのか、という探究心から、楽曲に和の要素が入り始める。きっかけは『歳月の岩』（2002年発表）[1]。ガンター・グングル・ディジュリドゥ・パンデイロ・笛子といった民族楽器の使用による、独特の曲調が特徴。歌詞には古語が多く見られ、啓示的要素を含む楽曲が多い（『舟歌』『IN ME』等）[3]。「和ロック」と称されることがあるが、実際には和楽器の使用は皆無であり、メンバーに和文化を学んだ者はいない。日本人としての日々折々に対する感性や、自らの音楽的バランス感覚によって作られた楽曲という意味も込め[4]、和ロックという言葉の代わりに『ハイブリッド・ジャパニーズ・ロック』という造語が好んで使用された。この頃のバンドコピーには「和とオリエンタルの融合」「独自の世界観とスタイルを貫く」[5]「エモーショナルで繊細な楽曲」[6]といった言葉が並ぶ。

### 2006年後半〜2008年前半
- 最も曲調がバラバラな時代[1]。聞きやすさを重視した曲（『火の鳥』）、オリエンタルな曲（『gold』）、繊細さを追求したバラード（『耳を澄ませば』）等。バンドコピーには「ハイブリッド・エンターテインメント・ロック」[7]「エネルギーに溢れた」といった言葉が並ぶ。2007年後半から民族楽器のステージ上での使用は笛子のみとなり、ロック色の強い曲（『エクスプロージョン』）が作られるようになる。
- また、『火の鳥』『サイハラの都』（2006年6月）以降、観客を踊らせる楽曲・パフォーマンスがなされるようになる。この流れは『ドラゴンファイヤァ』（2008年）にて確立され、以後観客とともに扇子を振る・リズムに合わせて左右に回る・跳ぶといったものがライブパフォーマンスの中心となる。

### 2008年後半〜2009年
- ポップなロックサウンドが主流となる（『噂のSUPPONPON』など）。歌詞への英語使用も多くなる（『Real Approach』など）。バンドコピーも「愛とポジティブ」「エネルギーに満ちた」といった言葉に代わる[8]。
- 踊る要素が高くなるが、『噂のSUPPONPON』のように扇子を利用した踊り、逆に『SHAKE YOUR BOOTY』のように扇子を利用しない踊りなど、楽曲により異なる。いずれにせよ決まった振り付けは曲中一部分のみで、他メロディー部分には決まった振りはない。また『光と影』『万里に散る花』など過去の楽曲もリアレンジされ、ヘドバンも行われるようになる[9]。

### 2010年
- ヴィジュアル系ロックへと移行。同時にメロディアスなバラードも多く作られ始める（『LOVE IS』『beautiful way』など）

## 衣装とメイク
楽曲・衣装・パフォーマンス全てで、視覚的にも聴覚的にもquaffの世界を表す、という観点から、衣装・メイクには強いこだわりがあり、楽曲の曲調が変化するのとほぼ同時期に衣装も変化する。 

### 結成当初〜2005年
- 結成当初はTシャツにGパンのストリート系であり、衣装への強いこだわりはなかったが[1]、2004年10月、クラブチッタ川崎でのライブを機に、それまで和柄Tシャツなどだった衣装を新調。なお、当時の衣装は既製品ではなく、オリジナル。和の伝統色を基調とし、個人それぞれによりカラーが異なる [11]。
  - 誠也　弁柄
  - 浮世弥　利休鼠
  - 真貴人　本緋
  - 眞吾　群青
  - NEMO-CHI　納戸鼠
  - yoshikazu　鈍色

カラーについては当時のものであり、現在とは異なる。
- 原色のアイシャドウを用いたり、髪の毛の編み込み、モヒカン、模様の剃り込み、あるいは白のカラーコンタクトなどが使用された。

- 2005年、黒を基調とした衣装となる。張りのある布はく素材が用いられ、フレアスリーブのドレープシャツや、畳縁様の金刺繍飾りがついている前開きロングジャケットなど、独特の形状。

### 2006年〜2008年前半
- 2006年頃から、黒を基調としつつも、軽いカットソー素材が使われ始める。以前より衣装自体の派手さは弱まるが、襟・袖に配色を施したジャケット、ところどころ衣装に使用される赤色主体の和柄や、足袋シューズなどが特徴的。金と黒にて半々に染め分けられた髪型、弁髪、赤髪や、赤のアイライン、ビンディ様のしるしを眉間に入れる、赤のカラーコンタクトなど。
- また、2007年後半以降、浮世弥が目元の隠れる仮面をつけ始める。2008年前半は浮世弥のみ衣装が白色となる。
- 2008年以降、誠也の衣装がノースリーブとなり、胸から腕に入った刺青が強調されるようになる。以降、刺青が誠也のトレードマークの一つとなる。

### 2008年後半〜2009年前半
- 2008年6月、再び全員黒衣装となる。和柄・足袋シューズは排除され、ジャンプスーツ様のロングジャケットや、シースルー素材が使用される。アイホールを黒く囲むようなメイク法。真貴人・眞吾のそれぞれ赤髪・黒髪にて総立ちさせるヘアスタイルが特徴的。
- 2009年から誠也が黒い着物を羽織るようになる。併せて浮世弥の仮面が、顔のほぼすべてを覆うマスク様のものとなる。

### 2009年後半
- 2009年後半から、一気にカラフルな衣装に変わる。アニマル柄、原色が用いられ、誠也の着物も左身頃が白黒のユキヒョウ柄、右身頃が濃紫色の無地の着物となる。浮世弥の仮面が再び目元のみを覆うものとなり、羽根のついたシルクハットや、つけまつ毛の利用、真貴人による目元のくもの巣状の大胆な縁取りなど、華やかなものとなる。

### 2010年
- 2009年からの流れを受けつつも、黒を基調としたヨーロピアン風の衣装となる。
- 大振りのフリルが目をひくブラウスや、黒とショッキングピンク色の羽根かざりなどが使われる。

## その他

### quaff or die
- 2008年4月、誠也の衣装のバックプリントに印刷されたのが最初。直訳すると「quaffか死か」だが、ネガティブな意味は一切含んでいない。「（quaffか死かというくらいの）燃えるような熱い想いで活動する」「熱い想いで応援する」という意味であり、メンバー・ファンともに好んで使用する[12]。ブログなど文章の文頭・文末に挨拶代わりのように使用することが多く、海外ではファン同士口頭での挨拶代わりにすることもある。

### 天上界
- 浮世弥の居住地。2008年ごろから浮世弥が公言していた[13]。所在地は不明。一般に言われる天国とは異なり、コンビニエンスストアなど多数店舗があるのが特徴。

### quaffkko（quaffっ子）
- quaffの公式ファンサイトの名称。2008年4月〜7月頃までの短い時期、quaffファンのことをこう呼んだことからこの名称が付けられた。